# Nationale projecten

Overkoepelend logo van de nationale projecten

De nationale projecten (Russisch: Национальные проекты), voluit projecten van nationale prioriteit (Приоритетные национальные проекты) in een federaal programma van de Overheid van Rusland gericht op het verhogen van het levensniveau van de bevolking door extra staatsinvesteringen in vier grote projecten gericht op volksgezondheid, onderwijs, huisvesting (vooral sociale woningbouw) en landbouw. Het programma werd aangekondigd door president Vladimir Poetin tijdens een toespraak op 5 september 2005.
De nationale projecten worden gecoördineerd door de Raad verbonden aan de President van de Russische Federatie voor de Invoering van de projecten van nationale prioriteit (Совет при Президенте Российской Федерации по реализации приоритетных национальных проектов). President Poetin is hiervan de voorzitter en eerste vice-premier Dmitri Medvedev is vicevoorzitter. Naast hen werden nog 17 mensen in het presidium van de raad aangesteld, waaronder een aantal (gedeeltelijk voormalige) ministers en andere hooggeplaatste politici, zoals Aleksej Koedrin, German Greb, Michail Zoerabov, Sergej Narysjkin, Arkadi Dvorkovitsj, Aleksej Miller (Gazprom) en Sergej Mironov. In totaal telt de raad ruim 50 leden. Hiertoe behoren ook de presidentiële afgevaardigden van de Federale Districten, enkele gouverneurs, burgemeesters, beleidsmakers en afgevaardigden uit het bedrijfsleven.
In 2006 werd 134,5 miljard roebel (ongeveer 4,5 miljard euro) naar het programma overgeheveld vanuit het Federale Budget van Rusland en in 2007 206,3 miljard roebel (ongeveer 7 miljard euro). Het geld ging in 2006 vooral naar het project volksgezondheid (62,6 miljard roebel), gevolgd door onderwijs (30,8 miljard), volkshuisvesting (21,9 miljard) en ten slotte landbouw (ruim 19 miljard). 
Volksgezondheid («Здоровье»; Zdorovje)
Bij het project volksgezondheid gaat het vooral om het verbeteren van de medische en sanitaire hulpverlening, verhoging van de lonen van sommige dokters (zoals districtstherapeuten), vaccinaties, medische zorg rond de geboorte van kinderen en het opleiden en verlenen van aanvullende opleidingen voor medisch personeel. Daarnaast is een zogenaamd geboortecertificaat (Родовой сертификат) ingesteld, waarmee de kwaliteit van de geboorteregistraties te verbeteren. Zowel vrouwenklinieken als de kraamafdelingen krijgen hiervoor een vergoeding (respectievelijk 3000 en 6000 roebel in 2006). In 2007 werd dit bedrag verhoogd met 1000 roebel per certificaat.
Onderwijs («Образование»; Obrazovanieje)
In het kader van het project onderwijs worden twee nieuwe universiteiten opgericht; de Siberische Federale Universiteit (in Krasnojarsk) en de Zuidelijke Federale Universiteit (opvolger van de Staatsuniversiteit van Rostov; in Rostov aan de Don en Taganrog) alsook twee business schools. Daarnaast worden beurzen verstrekt en getalenteerde studenten en de beste leraren aangemoedigd en extra onderwijs verstrekt aan soldaten. Ook wordt onder andere geld verstrekt voor de aanschaf van schoolbussen, lesbenodigdheden en toegang tot internet.
Huisvesting («Жильё»; Zjiljo)
Als doel is gesteld het jaarlijkse bouwvolume tot 2010 te verdubbelen, alsook het aantal hypotheken met ruim een derde te verhogen en de rente op de hypotheken te verlagen. Voor sommige bevolkingsklassen moeten huursubsidies komen en de infrastructuur rond de huizen moet worden verbeterd.
Landbouw («Развитие АПК»; Razvitieje APK)
Ingezet is onder andere op de ontwikkeling van de veeteeltsector, maatregelen tegen de demografische crisis in de landbouwsector, de aanpak van de armoede onder boeren, het creëren van concurrerende moderne bedrijven en het stimuleren van kleine agrobusinessbedrijven.